# Хатки (Самбірський район)
Хатки́ — село в Україні, в Самбірському районі Львівської області. Населення становить 17 осіб (2021). Орган місцевого самоврядування - Ралівська сільська рада.

## Населення

### Мова
Розподіл населення за рідною мовою за даними перепису 2001 року:
| Мова       | Кількість | Відсоток |
| ---------- | --------- | -------- |
| українська | 24        | 100%     |